# 塞缪尔·罗素

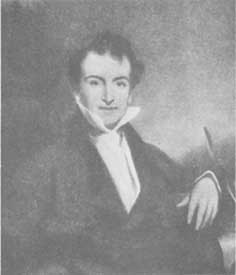
塞缪尔·罗素

塞缪尔·罗素（Samuel Wadsworth Russell，1789年8月25日—1862年），是一位美国企业家和商人，从1842年到1891年美国在华最大贸易机构旗昌洋行的创办人。

## 早年
罗素出生在美国康涅狄格州的米德尔敦，12岁父母双亡，没有继承到值得一提的遗产，也没有进入大学，而是进入了米德尔敦的Whittlesley & Alsop公司，开始了海上贸易的生涯。在那里，罗素开始学习作为一个商人必须的技能。1810年，他的学徒期结束后，前往纽约。1812年加入康涅狄格州人在纽约开设的赫尔＆格里斯沃尔德公司。他开始时作为公司船只的押运员，很快改为赫尔＆格里斯沃尔德公司佣金交易。

## 中国
罗素受到保证盈利前景的吸引，在1819年抵达中国广州，代表普罗维登斯的爱德华卡林顿公司从事贸易，其中鸦片贸易特别有利可图，虽然是非法贸易，但是受到外国势力的保护。
罗素用所赚的利润，于1824年在广州创办了旗昌洋行，主要经营丝绸，茶叶和鸦片。旗昌洋行很快兴旺起来，到1842年，它已成为美国在华最大的贸易公司，这一地位一直保持到1891年关闭。1836年罗素退出公司，回到美国，住在家乡米德尔敦的豪宅中，直到1862年去世。这座豪宅现在名为塞缪尔·罗素宅邸，室内装饰精美。罗素从中国带回许多的纪念品和古董，以及他的中国贸易伙伴伍秉鉴赠送的礼物。

## 家族
罗素的堂弟威廉·亨廷顿·罗素（William Huntington Russell）(1833)是耶鲁大学秘密协会骷髅会的创始人之一。

## 旗昌洋行的著名人物
- 小沃伦·德拉诺（Warren Delano, Jr.），富兰克林·罗斯福总统的外祖父，广州旗昌洋行业务主任。
- 约翰·默里·福布斯（John Murray Forbes），2004年总统候选人约翰·福布斯·克里的曾外叔祖
- 罗伯特·贝内特·福布斯（Robert Bennet Forbes），前者之子，旗昌洋行负责人。
- 埃比尔·阿博特·洛（Abiel Abbot Low），A. A. Low & Brothers贸易公司的创始人
- 威廉·亨利·洛（William Henry Low），Abiel Abbot Low的叔叔，公司高级合伙人。
- 奥古斯丁·赫德（Augustine Heard），后来创办在中国的大贸易公司Augustine Heard & Company。
- 罗素·斯特吉斯（Russell Sturgis (1805-1887)），后来成为伦敦巴林兄弟公司 Baring Brothers 负责人。

## 延伸阅读
- Alain Munkittrick, “Samuel Wadsworth Russell (1789-1862): A Study in Ordered Investment,” Honors Thesis, Wesleyan University, 1973